# Élections municipales de 2026 dans l'Orne
Pour un article plus général, voir Élections municipales françaises de 2026.
Les élections municipales dans l'Orne sont prévues en mars 2026. Cette page ne traite que les communes de 2 500 habitants et plus dans l'Orne.

## Résultats à l'échelle du département

### Maires sortants et maires élus
| Commune                       | Population (en 2022) | Maire sortant(e)     | Parti | Parti | Maire élu(e) | Parti | Parti |
| ----------------------------- | -------------------- | -------------------- | ----- | ----- | ------------ | ----- | ----- |
| L'Aigle                       | 7 771                | Philippe Van-Hoorne  |       | DVD   |              |       |       |
| Alençon                       | 25 667               | Joaquim Pueyo        |       | FP    |              |       |       |
| Argentan                      | 13 494               | Frédéric Leveillé    |       | PS    |              |       |       |
| Athis-Val de Rouvre           | 4 208                | Alain Lange          |       | LR    |              |       |       |
| Bagnoles de l'Orne Normandie  | 2 698                | Olivier Petitjean    |       | DVD   |              |       |       |
| Domfront en Poiraie           | 4 131                | Bernard Soul         |       | DVD   |              |       |       |
| La Ferté-en-Ouche             | 2 960                | Michel Le Glaunec    |       | DVD   |              |       |       |
| La Ferté Macé                 | 5 095                | Michel Leroyer       |       | DVC   |              |       |       |
| Flers                         | 14 308               | Yves Goasdoué        |       | DVG   |              |       |       |
| Gouffern en Auge              | 3 644                | Philippe Toussaint   |       | SE    |              |       |       |
| Longny les Villages           | 2 826                | Christian Baillif    |       | DVD   |              |       |       |
| Mortagne-au-Perche            | 3 857                | Virginie Valtier     |       | DVD   |              |       |       |
| Rives d'Andaine               | 2 867                | Jean-Claude Fourquet |       | DVD   |              |       |       |
| Saint-Georges-des-Groseillers | 3 169                | Stéphane Terrier     |       | DVD   |              |       |       |
| Saint-Germain-du-Corbéis      | 3 648                | Gérard Lurçon        |       | DVG   |              |       |       |
| Sées                          | 4 182                | Mostefa Maachi       |       | DVD   |              |       |       |
| Tinchebray-Bocage             | 4 850                | Josette Porquet      |       | DVD   |              |       |       |
| Tourouvre au Perche           | 2 989                | Franck Poirier       |       | DVG   |              |       |       |
| Val-au-Perche                 | 3 324                | Sébastien Thirouard  |       | DVG   |              |       |       |
| Vimoutiers                    | 3 041                | Guy Romain           |       | LR    |              |       |       |

### Résultats en nombre de maires
| Partis       | Partis                  | Maires sortants | Maires élus | Évolution |
| ------------ | ----------------------- | --------------- | ----------- | --------- |
|              | Divers droite           | 10              |             |           |
|              | Les Républicains        | 2               |             |           |
| Total droite | Total droite            | 12              |             |           |
|              | Divers gauche           | 4               |             |           |
|              | Parti socialiste        | 1               |             |           |
| Total gauche | Total gauche            | 5               |             |           |
|              | Divers centre           | 1               |             |           |
|              | Fédération progressiste | 1               |             |           |
| Total centre | Total centre            | 2               |             |           |
|              | Sans étiquette          | 1               |             |           |
| Total        | Total                   | 20              | 20          | -         |

## Résultats dans les communes de plus de 2 500 habitants

### L'Aigle
- Maire sortant : Philippe Van-Hoorne (DVD)
- 27 sièges à pourvoir au conseil municipal (population légale 2022 : 7 771 habitants)
- 15 sièges à pourvoir au conseil communautaire (CC des Pays de L'Aigle)

| Tête de liste | Tête de liste | Parti(s) | Nuance | Premier tour | Premier tour | Second tour | Second tour | Sièges | Sièges |
| Tête de liste | Tête de liste | Parti(s) | Nuance | Voix         | %            | Voix        | %           | CM     | CC     |
| ------------- | ------------- | -------- | ------ | ------------ | ------------ | ----------- | ----------- | ------ | ------ |

### Alençon
- Maire sortant : Joaquim Pueyo (FP)
- 35 sièges à pourvoir au conseil municipal (population légale 2022 : 25 667 habitants)
- 27 sièges à pourvoir au conseil communautaire (CU d'Alençon)

| Tête de liste            | Tête de liste        | Parti(s) | Nuance | Premier tour | Premier tour | Second tour | Second tour | Sièges | Sièges |
| Tête de liste            | Tête de liste        | Parti(s) | Nuance | Voix         | %            | Voix        | %           | CM     | CC     |
| ------------------------ | -------------------- | -------- | ------ | ------------ | ------------ | ----------- | ----------- | ------ | ------ |
|                          | Patrick Manteigueiro | UDI      |        |              |              |             |             |        |        |
|                          | Sophie Douvry,       | DVD      |        |              |              |             |             |        |        |
|                          | Oscar Piloquet,      | RN       |        |              |              |             |             |        |        |
|                          |                      |          |        |              |              |             |             |        |        |
| Exprimés                 |                      |          |        |              |              |             |             |        |        |
| Votes blancs             |                      |          |        |              |              |             |             |        |        |
| Votes nuls               |                      |          |        |              |              |             |             |        |        |
| Total                    | Total                | Total    | Total  |              | 100          |             | 100         | 35     | 27     |
| Absentions               |                      |          |        |              |              |             |             |        |        |
| Inscrits / participation |                      |          |        |              |              |             |             |        |        |

### Argentan
- Maire sortant : Frédéric Leveillé (PS)
- 33 sièges à pourvoir au conseil municipal (population légale 2022 : 13 494 habitants)
- 25 sièges à pourvoir au conseil communautaire (Terres d'Argentan Interco)

| Tête de liste | Tête de liste | Parti(s) | Nuance | Premier tour | Premier tour | Second tour | Second tour | Sièges | Sièges |
| Tête de liste | Tête de liste | Parti(s) | Nuance | Voix         | %            | Voix        | %           | CM     | CC     |
| ------------- | ------------- | -------- | ------ | ------------ | ------------ | ----------- | ----------- | ------ | ------ |

### Athis-Val de Rouvre
- Maire sortant : Alain Lange (LR)
- 33 sièges à pourvoir au conseil municipal (population légale 2022 : 4 208 habitants)
- 5 sièges à pourvoir au conseil communautaire (Flers Agglo)

| Tête de liste | Tête de liste | Parti(s) | Nuance | Premier tour | Premier tour | Second tour | Second tour | Sièges | Sièges |
| Tête de liste | Tête de liste | Parti(s) | Nuance | Voix         | %            | Voix        | %           | CM     | CC     |
| ------------- | ------------- | -------- | ------ | ------------ | ------------ | ----------- | ----------- | ------ | ------ |

### Bagnoles de l'Orne Normandie
- Maire sortant : Olivier Petitjean (DVD)
- 27 sièges à pourvoir au conseil municipal (population légale 2022 : 2 698 habitants)
- 7 sièges à pourvoir au conseil communautaire (CC Andaine-Passais)

| Tête de liste | Tête de liste | Parti(s) | Nuance | Premier tour | Premier tour | Second tour | Second tour | Sièges | Sièges |
| Tête de liste | Tête de liste | Parti(s) | Nuance | Voix         | %            | Voix        | %           | CM     | CC     |
| ------------- | ------------- | -------- | ------ | ------------ | ------------ | ----------- | ----------- | ------ | ------ |

### Domfront en Poiraie
- Maire sortant : Bernard Soul (DVD)
- 29 sièges à pourvoir au conseil municipal (population légale 2022 : 4 131 habitants)
- 8 sièges à pourvoir au conseil communautaire (Domfront Tinchebray Interco)

| Tête de liste | Tête de liste | Parti(s) | Nuance | Premier tour | Premier tour | Second tour | Second tour | Sièges | Sièges |
| Tête de liste | Tête de liste | Parti(s) | Nuance | Voix         | %            | Voix        | %           | CM     | CC     |
| ------------- | ------------- | -------- | ------ | ------------ | ------------ | ----------- | ----------- | ------ | ------ |

### La Ferté-en-Ouche
- Maire sortant : Michel Le Glaunec (DVD)
- 41 sièges à pourvoir au conseil municipal (population légale 2022 : 2 960 habitants)
- 6 sièges à pourvoir au conseil communautaire (CC des Pays de L'Aiglee)

| Tête de liste | Tête de liste | Parti(s) | Nuance | Premier tour | Premier tour | Second tour | Second tour | Sièges | Sièges |
| Tête de liste | Tête de liste | Parti(s) | Nuance | Voix         | %            | Voix        | %           | CM     | CC     |
| ------------- | ------------- | -------- | ------ | ------------ | ------------ | ----------- | ----------- | ------ | ------ |

### La Ferté Macé
- Maire sortant : Michel Leroyer (DVC)
- 33 sièges à pourvoir au conseil municipal (population légale 2022 : 5 095 habitants)
- 7 sièges à pourvoir au conseil communautaire (Flers Agglo)

| Tête de liste | Tête de liste | Parti(s) | Nuance | Premier tour | Premier tour | Second tour | Second tour | Sièges | Sièges |
| Tête de liste | Tête de liste | Parti(s) | Nuance | Voix         | %            | Voix        | %           | CM     | CC     |
| ------------- | ------------- | -------- | ------ | ------------ | ------------ | ----------- | ----------- | ------ | ------ |

### Flers
- Maire sortant : Yves Goasdoué (DVG)
- 33 sièges à pourvoir au conseil municipal (population légale 2022 : 14 308 habitants)
- 19 sièges à pourvoir au conseil communautaire (Flers Agglo)

| Tête de liste | Tête de liste | Parti(s) | Nuance | Premier tour | Premier tour | Second tour | Second tour | Sièges | Sièges |
| Tête de liste | Tête de liste | Parti(s) | Nuance | Voix         | %            | Voix        | %           | CM     | CC     |
| ------------- | ------------- | -------- | ------ | ------------ | ------------ | ----------- | ----------- | ------ | ------ |

### Gouffern en Auge
- Maire sortant : Philippe Toussaint (SE)
- 53 sièges à pourvoir au conseil municipal (population légale 2022 : 3 644 habitants)
- 6 sièges à pourvoir au conseil communautaire (Terres d'Argentan Interco)

| Tête de liste | Tête de liste | Parti(s) | Nuance | Premier tour | Premier tour | Second tour | Second tour | Sièges | Sièges |
| Tête de liste | Tête de liste | Parti(s) | Nuance | Voix         | %            | Voix        | %           | CM     | CC     |
| ------------- | ------------- | -------- | ------ | ------------ | ------------ | ----------- | ----------- | ------ | ------ |

### Longny les Villages
- Maire sortant : Christian Baillif (DVD)
- 31 sièges à pourvoir au conseil municipal (population légale 2022 : 2 826 habitants)
- 11 sièges à pourvoir au conseil communautaire (CC des Hauts du Perche)

| Tête de liste | Tête de liste | Parti(s) | Nuance | Premier tour | Premier tour | Second tour | Second tour | Sièges | Sièges |
| Tête de liste | Tête de liste | Parti(s) | Nuance | Voix         | %            | Voix        | %           | CM     | CC     |
| ------------- | ------------- | -------- | ------ | ------------ | ------------ | ----------- | ----------- | ------ | ------ |

### Mortagne-au-Perche
- Maire sortante : Virginie Valtier (DVD)
- 27 sièges à pourvoir au conseil municipal (population légale 2022 : 3 857 habitants)
- 11 sièges à pourvoir au conseil communautaire (CC du Pays de Mortagne au Perche)

| Tête de liste            | Tête de liste     | Parti(s) | Nuance | Premier tour | Premier tour | Second tour | Second tour | Sièges | Sièges |
| Tête de liste            | Tête de liste     | Parti(s) | Nuance | Voix         | %            | Voix        | %           | CM     | CC     |
| ------------------------ | ----------------- | -------- | ------ | ------------ | ------------ | ----------- | ----------- | ------ | ------ |
|                          | Virginie Valtier, | DVD      |        |              |              |             |             |        |        |
|                          |                   |          |        |              |              |             |             |        |        |
| Exprimés                 |                   |          |        |              |              |             |             |        |        |
| Votes blancs             |                   |          |        |              |              |             |             |        |        |
| Votes nuls               |                   |          |        |              |              |             |             |        |        |
| Total                    | Total             | Total    | Total  |              | 100          |             | 100         | 27     | 11     |
| Absentions               |                   |          |        |              |              |             |             |        |        |
| Inscrits / participation |                   |          |        |              |              |             |             |        |        |

### Rives d'Andaine
- Maire sortant : Jean-Claude Fourquet (DVD)
- 27 sièges à pourvoir au conseil municipal (population légale 2022 : 2 867 habitants)
- 8 sièges à pourvoir au conseil communautaire (CC Andaine-Passais)

| Tête de liste | Tête de liste | Parti(s) | Nuance | Premier tour | Premier tour | Second tour | Second tour | Sièges | Sièges |
| Tête de liste | Tête de liste | Parti(s) | Nuance | Voix         | %            | Voix        | %           | CM     | CC     |
| ------------- | ------------- | -------- | ------ | ------------ | ------------ | ----------- | ----------- | ------ | ------ |

### Saint-Georges-des-Groseillers
- Maire sortant : Stéphane Terrier (DVD)
- 23 sièges à pourvoir au conseil municipal (population légale 2022 : 3 169 habitants)
- 4 sièges à pourvoir au conseil communautaire (Flers Agglo)

| Tête de liste | Tête de liste | Parti(s) | Nuance | Premier tour | Premier tour | Second tour | Second tour | Sièges | Sièges |
| Tête de liste | Tête de liste | Parti(s) | Nuance | Voix         | %            | Voix        | %           | CM     | CC     |
| ------------- | ------------- | -------- | ------ | ------------ | ------------ | ----------- | ----------- | ------ | ------ |

### Saint-Germain-du-Corbéis
- Maire sortant : Gérard Lurçon (DVG), ne se représente pas[9].
- 27 sièges à pourvoir au conseil municipal (population légale 2022 : 3 648 habitants)
- 4 sièges à pourvoir au conseil communautaire (CU d'Alençon)

| Tête de liste            | Tête de liste           | Parti(s) | Nuance | Premier tour | Premier tour | Second tour | Second tour | Sièges | Sièges |
| Tête de liste            | Tête de liste           | Parti(s) | Nuance | Voix         | %            | Voix        | %           | CM     | CC     |
| ------------------------ | ----------------------- | -------- | ------ | ------------ | ------------ | ----------- | ----------- | ------ | ------ |
|                          | Étienne Lefebvre,       | DVG      |        |              |              |             |             |        |        |
|                          | Marc-Antoine Malfilâtre | SE       |        |              |              |             |             |        |        |
|                          |                         |          |        |              |              |             |             |        |        |
| Exprimés                 |                         |          |        |              |              |             |             |        |        |
| Votes blancs             |                         |          |        |              |              |             |             |        |        |
| Votes nuls               |                         |          |        |              |              |             |             |        |        |
| Total                    | Total                   | Total    | Total  |              | 100          |             | 100         | 27     | 4      |
| Absentions               |                         |          |        |              |              |             |             |        |        |
| Inscrits / participation |                         |          |        |              |              |             |             |        |        |

### Sées
- Maire sortant : Mostefa Maachi (DVD)
- 27 sièges à pourvoir au conseil municipal (population légale 2022 : 4 182 habitants)
- 14 sièges à pourvoir au conseil communautaire (CC des Sources de l'Orne)

| Tête de liste            | Tête de liste   | Parti(s) | Nuance | Premier tour | Premier tour | Second tour | Second tour | Sièges | Sièges |
| Tête de liste            | Tête de liste   | Parti(s) | Nuance | Voix         | %            | Voix        | %           | CM     | CC     |
| ------------------------ | --------------- | -------- | ------ | ------------ | ------------ | ----------- | ----------- | ------ | ------ |
|                          | Mostefa Maachi, | DVD      |        |              |              |             |             |        |        |
|                          |                 |          |        |              |              |             |             |        |        |
| Exprimés                 |                 |          |        |              |              |             |             |        |        |
| Votes blancs             |                 |          |        |              |              |             |             |        |        |
| Votes nuls               |                 |          |        |              |              |             |             |        |        |
| Total                    | Total           | Total    | Total  |              | 100          |             | 100         | 27     | 14     |
| Absentions               |                 |          |        |              |              |             |             |        |        |
| Inscrits / participation |                 |          |        |              |              |             |             |        |        |

### Tinchebray-Bocage
- Maire sortante : Josette Porquet (DVD)
- 33 sièges à pourvoir au conseil municipal (population légale 2022 : 4 850 habitants)
- 9 sièges à pourvoir au conseil communautaire (Domfront Tinchebray Interco)

| Tête de liste | Tête de liste | Parti(s) | Nuance | Premier tour | Premier tour | Second tour | Second tour | Sièges | Sièges |
| Tête de liste | Tête de liste | Parti(s) | Nuance | Voix         | %            | Voix        | %           | CM     | CC     |
| ------------- | ------------- | -------- | ------ | ------------ | ------------ | ----------- | ----------- | ------ | ------ |

### Tourouvre au Perche
- Maire sortant : Franck Poirier (DVG)
- 39 sièges à pourvoir au conseil municipal (population légale 2022 : 2 989 habitants)
- 11 sièges à pourvoir au conseil communautaire (CC des Hauts du Perche)

| Tête de liste | Tête de liste | Parti(s) | Nuance | Premier tour | Premier tour | Second tour | Second tour | Sièges | Sièges |
| Tête de liste | Tête de liste | Parti(s) | Nuance | Voix         | %            | Voix        | %           | CM     | CC     |
| ------------- | ------------- | -------- | ------ | ------------ | ------------ | ----------- | ----------- | ------ | ------ |

### Val-au-Perche
- Maire sortant : Sébastien Thirouard (DVG)
- 29 sièges à pourvoir au conseil municipal (population légale 2022 : 3 324 habitants)
- 11 sièges à pourvoir au conseil communautaire (CC des Collines du Perche Normand)

| Tête de liste | Tête de liste | Parti(s) | Nuance | Premier tour | Premier tour | Second tour | Second tour | Sièges | Sièges |
| Tête de liste | Tête de liste | Parti(s) | Nuance | Voix         | %            | Voix        | %           | CM     | CC     |
| ------------- | ------------- | -------- | ------ | ------------ | ------------ | ----------- | ----------- | ------ | ------ |

### Vimoutiers
- Maire sortant : Guy Romain (LR)
- 23 sièges à pourvoir au conseil municipal (population légale 2022 : 3 041 habitants)
- 12 sièges à pourvoir au conseil communautaire (CC des Vallées d'Auge et du Merlerault)

| Tête de liste            | Tête de liste | Parti(s) | Nuance | Premier tour | Premier tour | Second tour | Second tour | Sièges | Sièges |
| Tête de liste            | Tête de liste | Parti(s) | Nuance | Voix         | %            | Voix        | %           | CM     | CC     |
| ------------------------ | ------------- | -------- | ------ | ------------ | ------------ | ----------- | ----------- | ------ | ------ |
|                          | Guy Romain,   | LR       |        |              |              |             |             |        |        |
|                          |               |          |        |              |              |             |             |        |        |
| Exprimés                 |               |          |        |              |              |             |             |        |        |
| Votes blancs             |               |          |        |              |              |             |             |        |        |
| Votes nuls               |               |          |        |              |              |             |             |        |        |
| Total                    | Total         | Total    | Total  |              | 100          |             | 100         | 23     | 12     |
| Absentions               |               |          |        |              |              |             |             |        |        |
| Inscrits / participation |               |          |        |              |              |             |             |        |        |